# 싸이의 음반 외 활동 목록

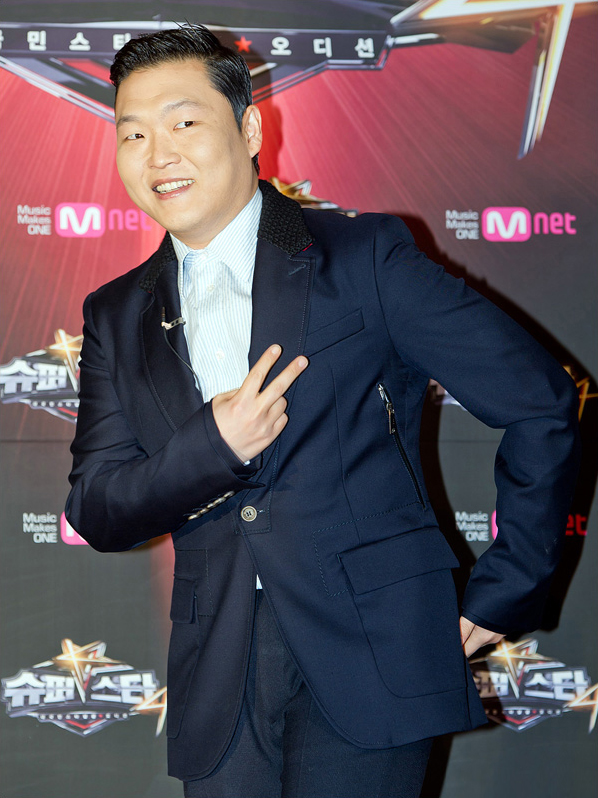
2012년 3월, 《슈퍼스타 K4》 기자회견장에서 싸이.

다음은 대한민국의 남자 가수 싸이의 음반 외 활동 목록이다.

## 뮤직 비디오
| 제목                     | 가수 (피처링) | 음반                       | 년도 | 공식 뮤직 비디오 |
| ------------------------ | ------------- | -------------------------- | ---- | ---------------- |
| "새"                     | none          | PSY From The Psycho World! | 2001 |                  |
| "끝"                     | none          | PSY From The Psycho World! | 2001 |                  |
| "얼씨구"                 | none          | 싸2 - 成人用 (성인용)      | 2002 |                  |
| "낙원"                   | 이재훈        | 3마이                      | 2002 |                  |
| "챔피언"                 | none          | 3마이                      | 2002 |                  |
| "환희"                   | none          | Remake & Mix 18번          | 2005 |                  |
| "아버지"                 | none          | Remake & Mix 18번          | 2005 |                  |
| "도시인"                 | none          | Remake & Mix 18번          | 2005 |                  |
| "We Are the One"         | none          | 싸집                       | 2006 |                  |
| "아름다운 이별 2"        | 이재훈        | 싸집                       | 2006 |                  |
| "연예인"                 | none          | 싸집                       | 2006 |                  |
| "Ring for Me Once Again" | 김장훈        | none                       | 2010 |                  |
| "Right Now" + 서우 Ver.  | none          | PSYFIVE                    | 2010 | Seo Woo Ver.     |
| "예술이야"               | none          | PSYFIVE                    | 2011 |                  |
| "KOREA"                  | none          | none                       | 2012 |                  |
| "강남스타일"             | none          | 싸이6甲 Part 1             | 2012 |                  |
| "오빤 딱 내 스타일"      | 현아          | none                       | 2012 |                  |
| "GENTLEMAN"              | none          | none                       | 2013 |                  |
| "HANGOVER"               | 스눕 독       | none                       | 2014 |                  |
| "아버지"                 | 랑 랑         | none                       | 2015 |                  |
| "DADDY"                  | CL of 2NE1    | 칠집싸이다                 | 2015 |                  |
| "나팔바지"               | none          | 칠집싸이다                 | 2015 |                  |

### 게스트 출연
이 목록은 카메오 출연만 포함 됨.
| 년도 | 뮤직 비디오 | 가수 |
| ---- | ----------- | ---- |
| 2003 | "애송이"    | 렉시 |
| 2012 | "Ice Cream" | 현아 |

## 작품 목록

### 영화
| 년도 | 제목                  | 역할      | 참고     |
| ---- | --------------------- | --------- | -------- |
| 2002 | 《긴급조치 19호》     | 본인      | 카메오   |
| 2002 | 《몽정기》            | 교생 석구 | 카메오   |
| 2014 | 《넛잡: 땅콩 도둑들》 | 본인      | 특별출연 |
| 2016 | 《도성풍운 3》        | 미스터 웡 | 까메오   |

### TV
| 년도 | 방송사 | 제목                                         | 역할              | 참고                                   |
| ---- | ------ | -------------------------------------------- | ----------------- | -------------------------------------- |
| 2011 | SBS    | 《짝》                                       | 진행              |                                        |
| 2011 | MBC    | 《무한도전 - 서해안 고속도로 가요제》        | 출연              |                                        |
| 2012 | KBS2   | 《드림하이 2》                               | 해병대 조교 (5회) | 특별출연                               |
| 2012 | Mnet   | 《슈퍼스타 K4》                              | 본인 – 심사위원   |                                        |
| 2012 | MBC    | 《MBC 스페셜 - 싸이 GO, 세계는 강남스타일~》 | 본인              | 다큐멘터리                             |
| 2012 | KBS2   | 《싸이스타일 세계가 춤춘다》                 | 본인              | 다큐멘터리                             |
| 2012 | NBC    | 《투데이 쇼》                                | 본인              |                                        |
| 2012 | NBC    | 《새터데이 나이트 라이브 시즌 38》           | 본인              | Lids/Gangnam Style Sketch (에피소드 1) |
| 2013 | ABC    | 《라이브 위드 캘리 앤 마이클》               | 본인              | 2주후 다시 출연                        |
| 2013 | NBC    | 《투데이 쇼》                                | 본인              |                                        |
| 2013 | FOX TV | 《아메리칸 아이돌 시즌 12》                  | 본인              | 결승전 무대                            |
| 2013 | ABC    | 《댄싱 위드 더 스타 시즌16》                 | 본인              | 결승전 무대                            |
| 2013 | ITV    | 《브리튼스 갓 탤런트 시즌7》                 | 본인              | 결승전 무대                            |
| 2018 | JTBC   | 《히든싱어 5》                               | 본인              | 우승                                   |

#### 기타 게스트 출연
- 2001년, 2002년 KBS 《가족오락관》
- 2001년 KBS 《서세원쇼 - 특별한 만남》
- 2001년 MBC 《신동진의 미니콘서트》
- 2001년 KBS 《TV는 사랑을 싣고》
- 2001년 SBS 《부부시트콤 허니 허니》
- 2001년 SBS 《토요일은 즐거워》
- 2001년 MBC 《일요일일요일밤에》
- 2001년 MBC 《오늘밤 좋은밤 - 알까기제왕전》
- 2001년 KBS 《야! 한밤에 - 보고싶다 친구야》
- 2001년 KBS 《체험 삶의 현장 - 나 완전히 밥됐어 (개포중학교)》
- 2001년 KBS 《국악한마당 - 국악이랑 스타랑》
- 2001년 MBC 《가수극장 - 친구》
- 2002년 KBS 《슈퍼 TV 일요일은 즐거워 - 출발드림팀》
- 2002년 MBC 《일요일 일요일 밤에 - 박수홍의 꿈은 이루어진다》
- 2002년 MBC 《꿈꾸는TV 33.3》
- 2002년 SBS 《스타 도네이션 꿈은 이루어진다》
- 2002년 SBS 《코미디타운 - 달밤의 지지배배》
- 2002년 MBC 《일요일 일요일밤에 - 대단한 도전》
- 2002년 KBS 《해피투게더 - 쟁반극장》
- 2002년 SBS 《신동엽 남희석의 맨2맨 - 내MOM이야》
- 2002년 MBC 《강호동의 천생연분》
- 2002년 SBS 《스타 도네이션 사랑의 선물》
- 2003년 KBS 《해피투게더 - 학교가는길/쟁반노래방》
- 2003년 KBS 《윤도현의 러브레터》
- 2006년 SBS 《2006 독일월드컵 특집 어게인2002》
- 2006년 SBS 《야심만만》
- 2006년 KBS 《2006 독일월드컵 D-30 특집생방송 다시한번 대한민국》
- 2006년 KBS 《윤도현의 러브레터 - 200회 특집》
- 2006년 KBS 《상상플러스 - 세대공감 올드앤뉴》
- 2006년 KBS 《열린음악회》
- 2011년 KBS 《스타인생극장》
- 2012년 SBS 《힐링캠프 기쁘지 아니한가》
- 2012년 MBC 《황금어장 - 라디오스타》
- 2012년 SBS 《한밤의 TV연예 - 생방송 게스트》
- 2012년 SBS 《좋은아침 - 싸이 신드롬》
- 2013년 KBS 《세대공감 토요일 - 스타플러스》
- 2017년 JTBC 《아는 형님》
- 2022년 JTBC 《아는 형님》
- 2022년 TV조선 《식객 허영만의 백반기행》
- 2024년 tvN 《유 퀴즈 온 더 블럭》
- 2025년 유튜브 《나영석의 나불나불》

## 광고 출연
- 2001년 롯데제과 주물러
- 2001년 해태htb 써니텐
- 2002년 서면 피에스타(故현철과 공동출연)
- 2006년 기아 쎄라토
- 2006년 S-OIL (차승원, 손예진, 박찬욱과 공동출연)
- 2006년 GS SHOP
- 2006년 ~ 2007년 SK텔링크 국제전화 00700 (차범근과 공동출연 중 군 재입대로 하차)
- 2010년 SK텔레콤 생각대로 T "다시한번 대한민국 편" (김장훈과 공동출연)
- 2010년 대성 S라인 콘덴싱
- 2010년 CJ 기업PR "세상을 바꾸는 딴 생각 편" (허각, 존 박, 강승윤, 장재인, 빅뱅, 2NE1과 공동출연)
- 2010년 ~ 2011년 OB맥주 카스 라이트[1] (지나와 공동출연)
- 2011년 CJ 기업PR  "Lifestyle 편" (지드래곤, 산다라박, 강승윤, 허각과 공동출연)
- 2011년 니콘 니콘 D7000, 니콘 P300 (구혜선, 빅뱅, 2NE1, 세븐 등과 공동출연)
- 2011년 SK텔레콤 T 스마트러닝
- 2012년 CJ E&M 서든어택 MVP모드
- 2012년 놀부 부대찌개&철판구이, 놀부 보쌈
- 2012년 LG유플러스 U+STYLE, VoLTE 지음(知音), (황현희와 공동출연), U+TV G
- 2012년 HK이노엔 헛개 컨디션 (김성수와 공동출연)
- 2012년 삼성전자 지펠 아삭 M9000 (이승기와 공동출연)
- 2012년 하이트진로 참이슬
- 2012년 농심 신라면 블랙
- 2012년 하이트진로 드라이피니쉬 d
- 2013년 더블에이
- 2013년 국제로타리 (김상중과 공동출연)
- 2013년 파라마운트 팜스 원더풀 피스타치오 (미국, 제47회 슈퍼볼 광고)
- 2013년 CJ CGV 달밤에 체조
- 2013년 TvN
- 2013년 코스모코스 꽃을 든 남자 맨즈 밤
- 2013년 코스모코스 오늘버드디퓨저&미드나잇슬리핑크림 (최강희와 공동출연)
- 2013년 CJ제일제당 비비고
- 2013년 CJ제일제당 비비고 왕교자
- 2014년 CJ제일제당 오버앤오버 파티드링크
- 2014년 에버랜드
- 2014년 에버랜드 케리비안베이
- 2015년 CJ제일제당 비비고 공중배추김치
- 2017년 오리온 꼬북칩
- 2018년 파오
- 2022년 롯데칠성음료 칠성사이다 플러스
- 2023년 동화약품 판콜에이
- 2024년 동아오츠카 나랑드사이다
- 2024년 오뚜기 지역식 국물요리
- 2025년 IM뱅크

## 홍보대사
- 2007년 3월 한국관광공사 홍보대사
- 2012년 9월 F1 코리아 그랑프리 홍보대사
- 2013년 4월 아시아나항공 홍보대사
- 2015년 6월 2015 경북문경 세계군인체육대회 홍보대사

## 같이 보기
- 싸이의 음반 목록
- 싸이의 수상 목록